# Vương tộc Bourbon
Nhà Bourbon (tiếng Anh: /ˈbʊərbən/; phát âm tiếng Pháp: [buʁ.bɔ̃]; phiên âm tiếng Việt: Buốc-bông) là một hoàng tộc châu Âu có nguồn gốc từ Pháp, và là một nhánh của Nhà Capet cai trị Pháp.
Tổ tiên đầu tiên của Nhà Bourbon chính là Robert của Pháp, Bá tước xứ Clermont con trai thứ 6 và cũng là con trai út của Louis IX của Pháp. Con trai trưởng của Robert là Louis xứ Clermont đã nhận được lãnh địa Bourbon của mẹ và sau được nâng lên Công tước xứ Bourbon, ông đã đổi tên họ theo đất phong của mình. Dòng họ này được phong làm Vua cai trị Navarre theo luật Jure uxoris, rồi khi nhánh chính của Vương tộc Capet (Nhà Valois) tuyệt tự thì Nhà Bourbon được thừa kế cả Vương quốc Navarre và Vương quốc Pháp kể từ thế kỷ XVI. Trong thế kỷ XVIII những thành viên của Nhà Bourbon cũng cầm quyền tại Vương quốc Tây Ban Nha, Vương quốc Napoli, Vương quốc Sicilia, và Công quốc Parma. Hiện nay, các quân vương của Tây Ban Nha và Luxembourg đều thuộc Nhà Bourbon.
Từ năm 1555, vua chúa nhà Bourbon cai trị Navarre, tới năm 1589 thêm nước Pháp cho đến lúc bị lật đổ khi bùng nổ cuộc Cách mạng Pháp trong năm 1792. Sau đó vương quyền được phục hồi một thời gian ngắn trong năm 1814 rồi được củng cố trong năm 1815 sau khi Đệ Nhất Đế chế Pháp bị sụp đổ. Cuộc Cách mạng tháng Bảy năm 1830 lại phế truất nhánh trưởng của nhà Bourbon. Nhánh thứ là Nhà Orléans, cai trị trong 18 năm (1830 – 1848) rồi bị lật đổ vào năm 1848.
Kể từ thời Hugh Capet đến Charles X của Pháp (987 – 1830), theo luật thừa kế thì chỉ có nhánh trưởng của Vương tộc Capet làm vua nước Pháp. Nhưng đến năm 1589 khi Nhà Valois (một nhánh của nhà Capet) không có nam giới kế vị, người đứng đầu Nhà Bourbon, Henri IV của Pháp, trở thành nhánh trưởng. Như vậy, tất cả thành viên Nhà Bourbon cùng những nhánh thứ vẫn còn sống ngày nay đều là hậu duệ của Henri IV.
Các Thân vương xứ Condé là một nhánh của Vương tộc Bourbon, có nguồn gốc từ hậu duệ của một người chú của Vua Henry IV, và các Thân vương xứ Conti lại là một nhánh của nhánh Condé. Cả hai gia tộc này, được công nhận là "prince du sang", đều là những gia đình quý tộc nổi tiếng của Vương quốc Pháp, tham gia nhiệt thành vào công việc của triều đình, ngay cả khi họ lưu vong trong Cách mạng Pháp, cho đến khi tuyệt tự vào năm 1830 và 1814. Kể từ khi Nhà Capet tuyệt tự vào năm 1733, Bourbon là nhánh duy nhất còn sót lại của Vương tộc Capet.
Philip V là vị vua đầu tiên thuộc nhà Bourbon cai trị Tây Ban Nha. Nhà Bourbon Tây Ban Nha (Borbón theo tiếng Tây Ban Nha) bị lật đổ rồi lại được phục hồi nhiều lần, cai trị đất nước này trong những giai đoạn sau: 1700 – 1808, 1813 - 1868, 1875 – 1931, và từ 1975 đến nay. Xuất phát từ dòng Tây Ban Nha là hoàng gia Vương quốc Hai Sicilie (1734 – 1806 và 1815 – 1860, chỉ một Sicily từ 1806 – 1816), cũng phải kể đến những nhà cầm quyền Công quốc Parma.
Hoàng thân Felix, một người Bourbon thuộc nhánh Parma kết hôn với Nữ Đại công tước Charlotte của Luxembourg, và khi bà thoái vị năm 1964 nhường ngôi cho con trai của bà với Felix, Jean, trở thành Đại Công tước Luxembourg.

### Henri IV của Pháp

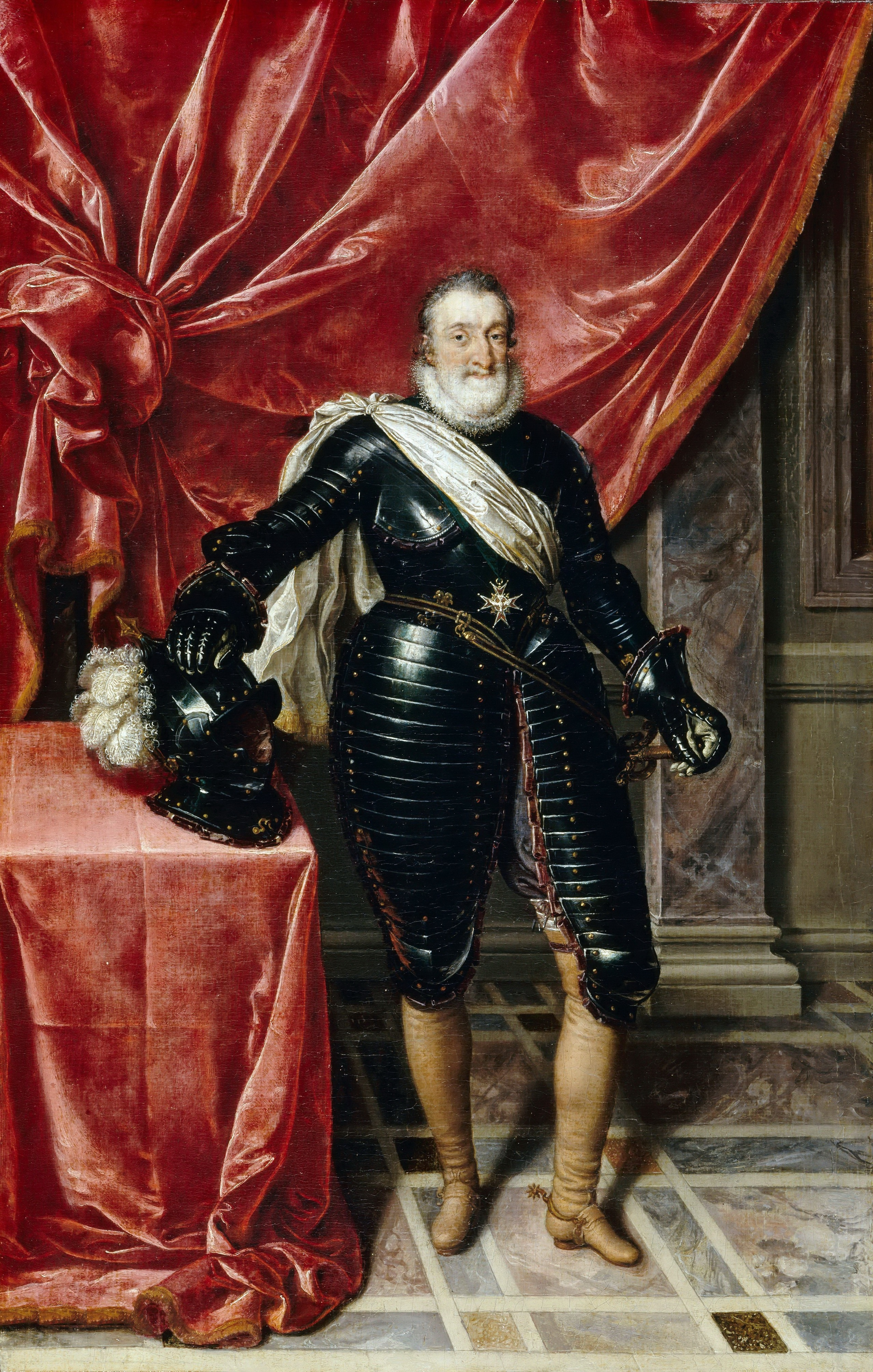
Henri IV, người sáng lập Triều đại Bourbon

### Louis XIII

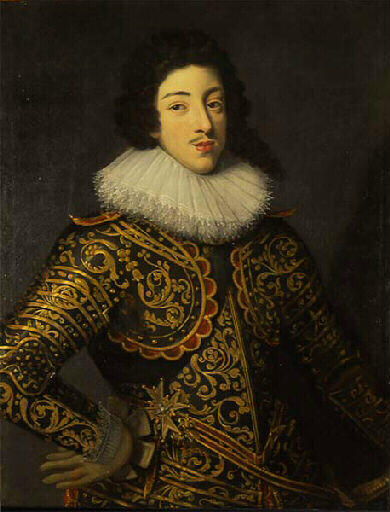
Louis XIII, năm 1620

### Louis XIV và Louis XV

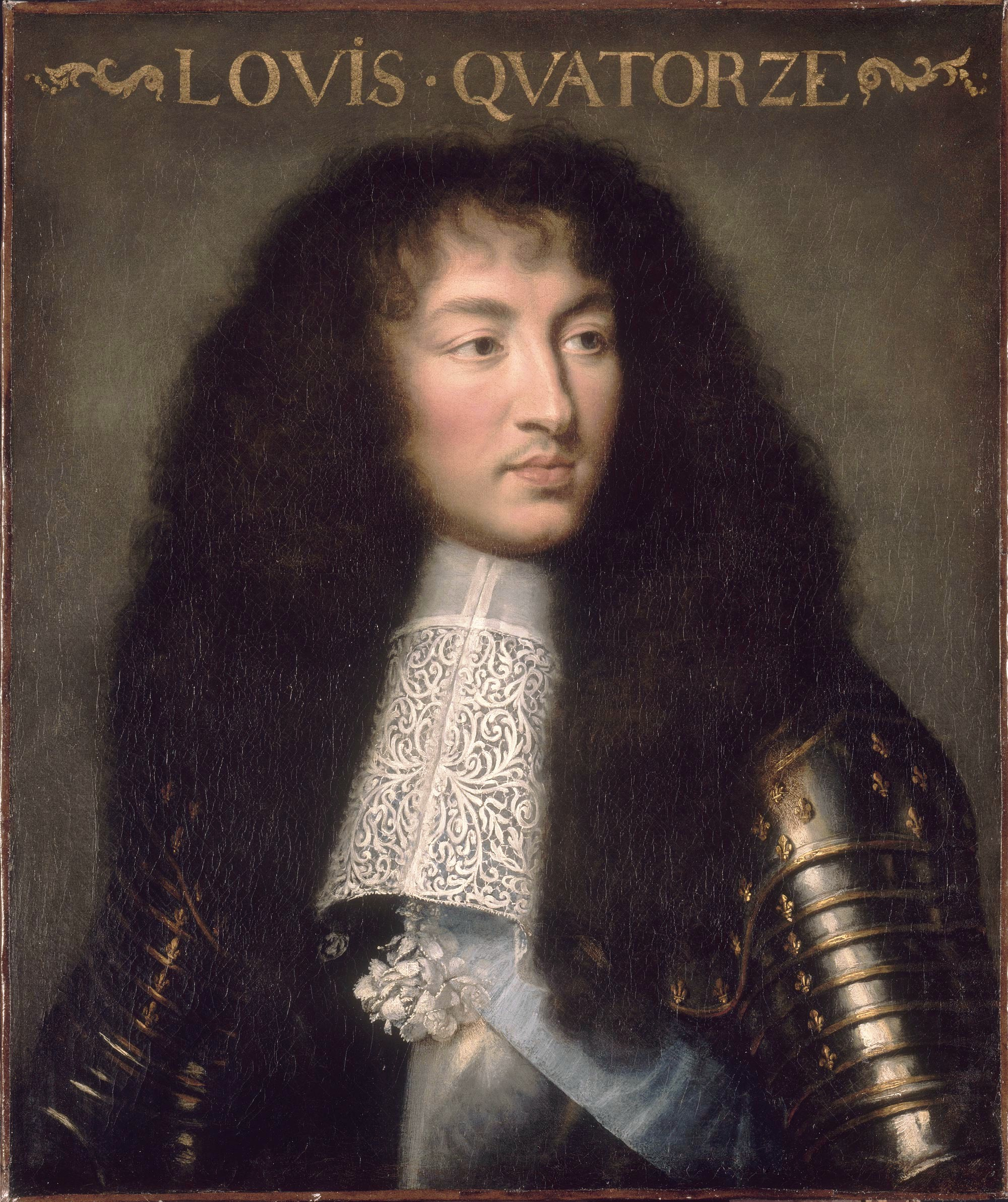
Louis XIV, năm 1661

### Cách mạng Pháp

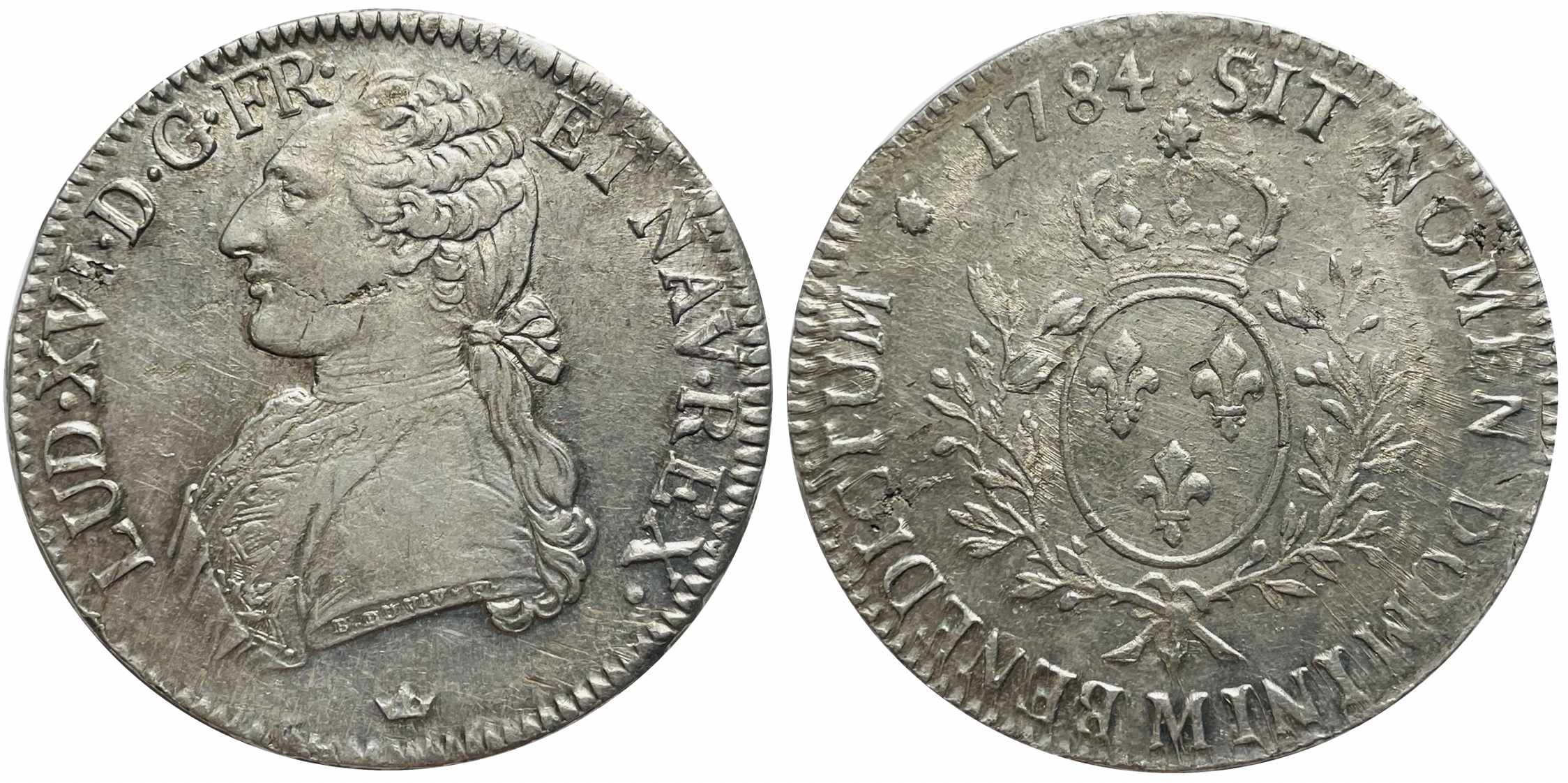
1 ecu bạc của Pháp, mặt trước là chân dung vua Louis XVI, đúc năm 1784

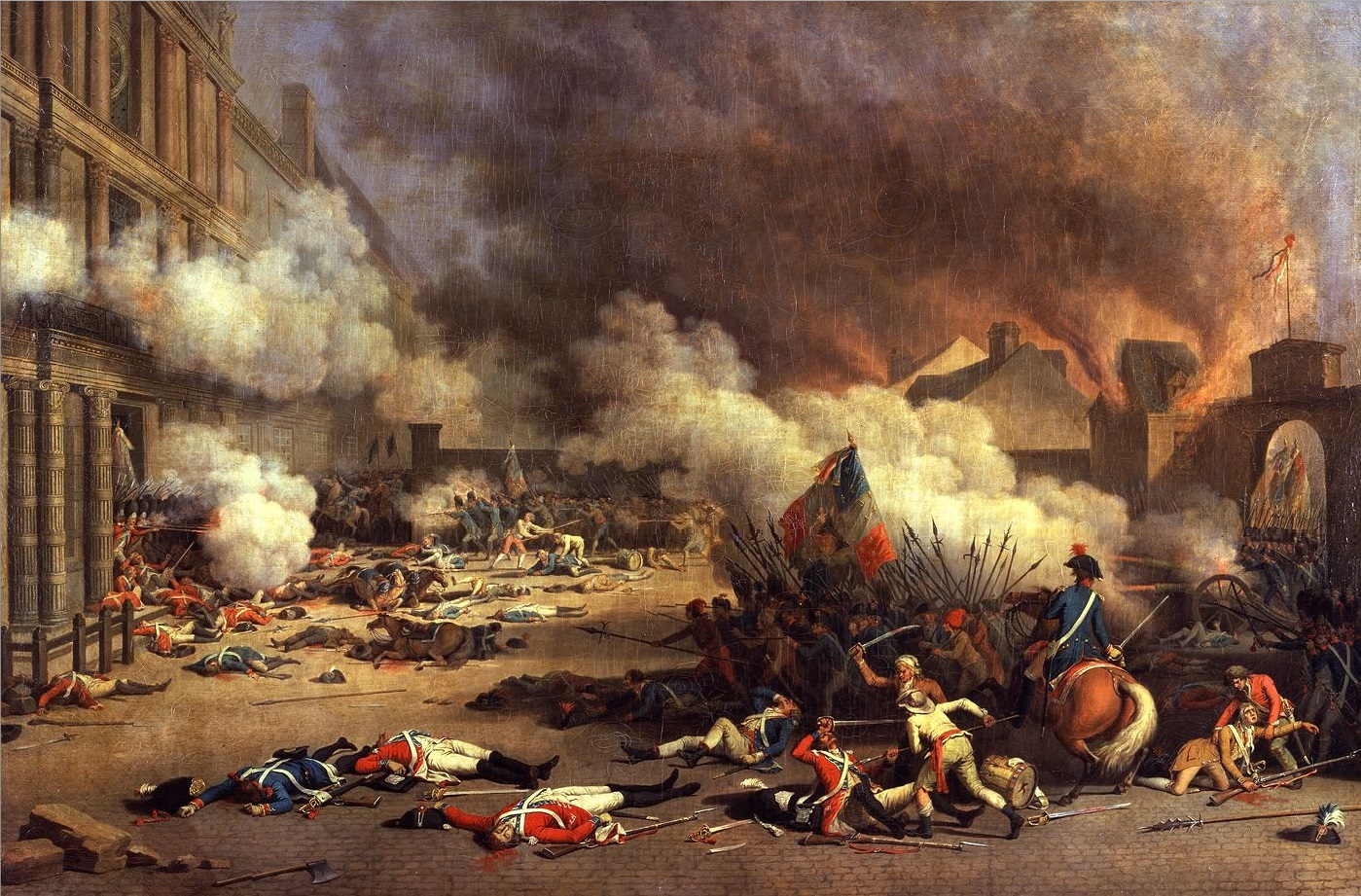
Ngày 10 tháng 8 năm 1792, người dân Paris tấn công Lâu đài Tuileries, kết thúc Triều đại Bourbon tại Pháp

### Phục hồi Nhà Bourbon

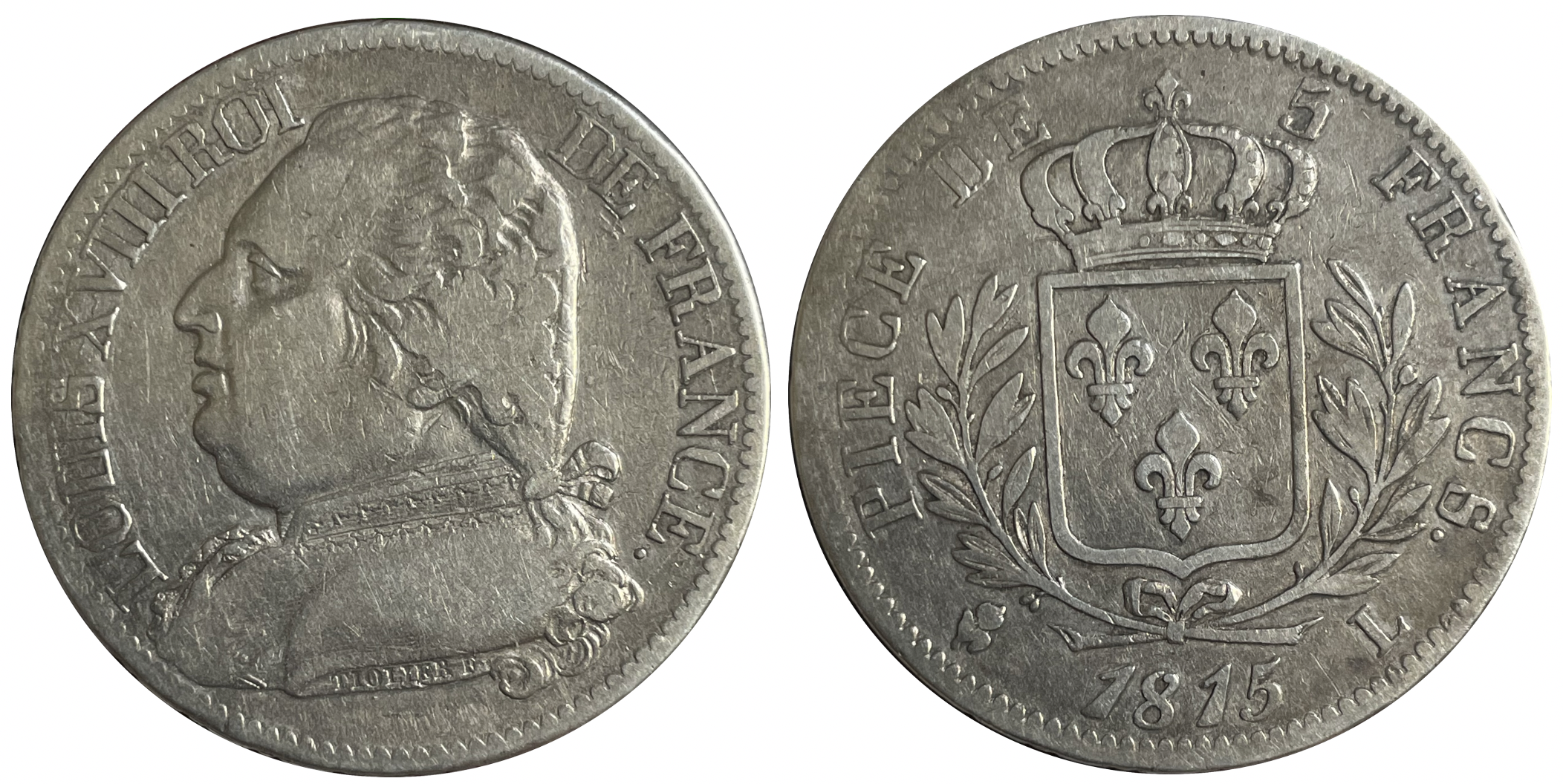
5 franc Louis XVIII của Pháp, 1815L được đúc trong thời gian Bourbon Phục hoàng

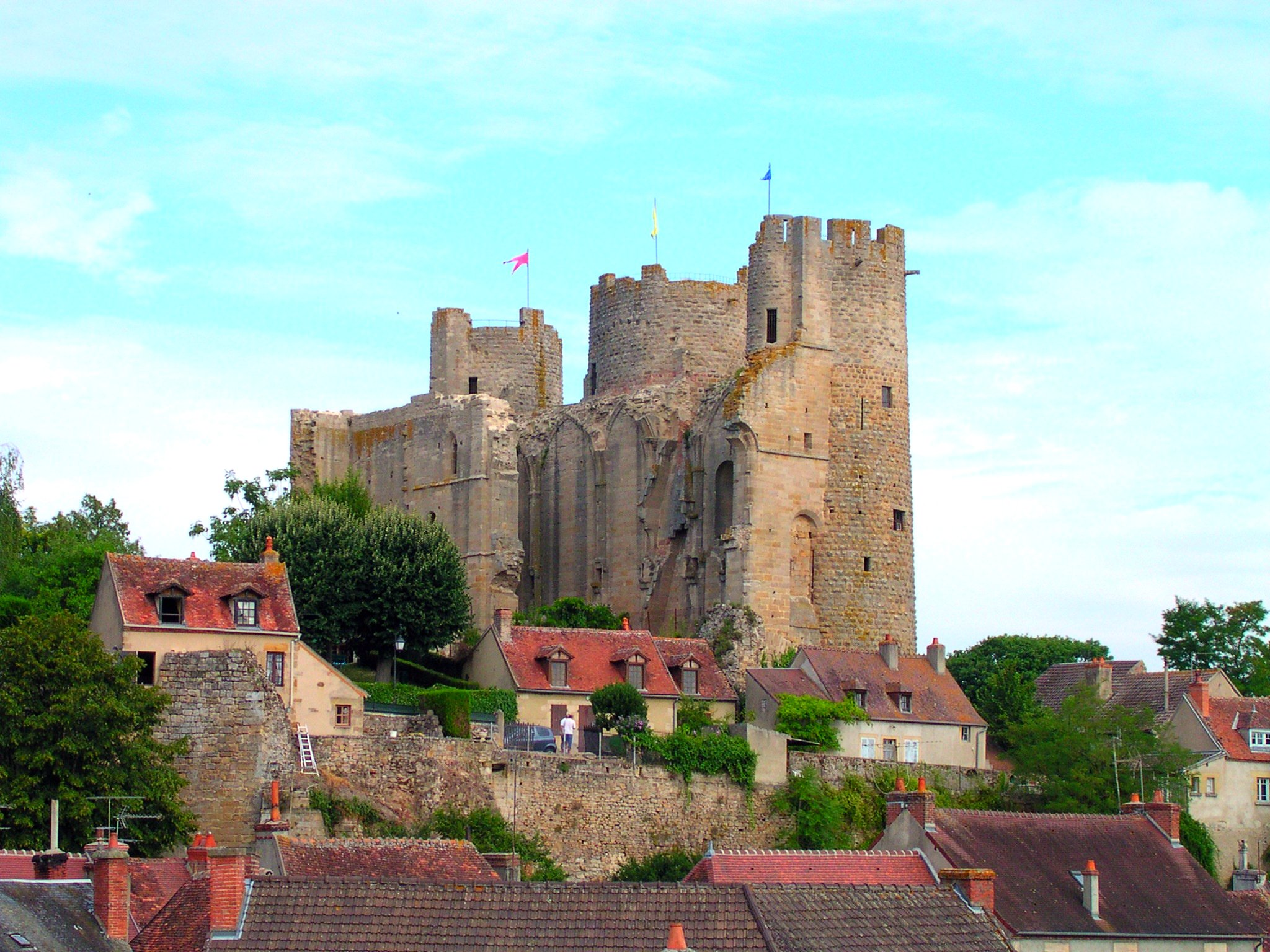
Lâu đài Bourbon l'Archambault, Pháp,
đang trong tình trạng hoang phế

## Vương quyền Bourbon bên ngoài nước Pháp

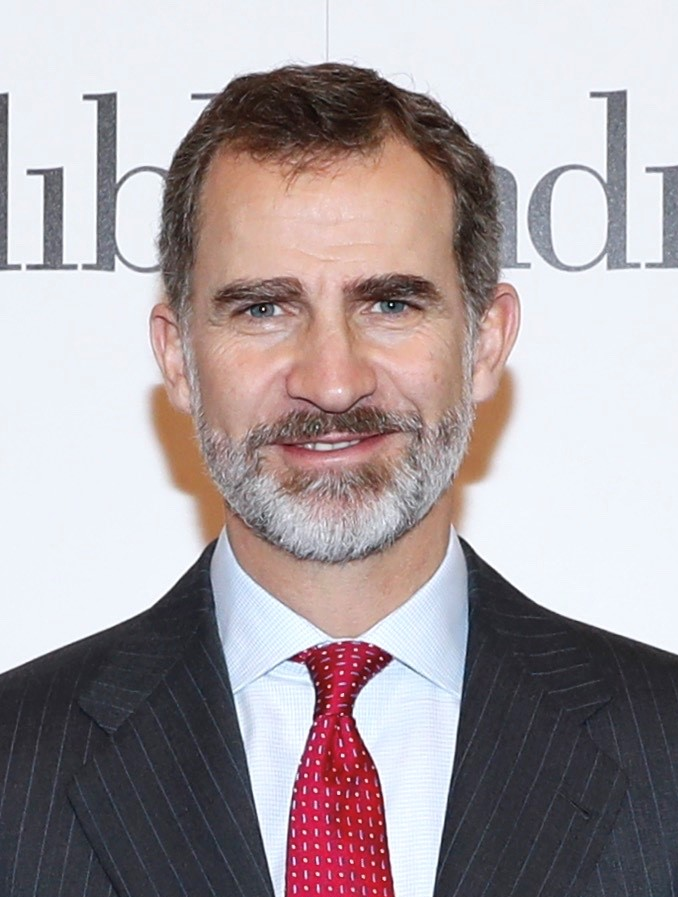
Felipe VI của Tây Ban Nha, hậu duệ của Nhà Bourbon